# Edmund Monsiel
 (août 2025).
La mise en forme du texte ne suit pas les recommandations de Wikipédia : il faut le « wikifier ».
Les points d'amélioration suivants sont les cas les plus fréquents :
- Les titres sont pré-formatés par le logiciel. Ils ne sont ni en capitales, ni en gras.
- Le texte ne doit pas être écrit en capitales (les noms de famille non plus), ni en gras, ni en italique, ni en « petit »…
- Le gras n'est utilisé que pour surligner le titre de l'article dans l'introduction, une seule fois.
- L'italique est rarement utilisé : mots en langue étrangère, titres d'œuvres, noms de bateaux, etc.
- Les citations ne sont pas en italique mais en corps de texte normal. Elles sont entourées par des guillemets français : « et ».
- Les listes à puces sont à éviter, des paragraphes rédigés étant largement préférés. Les tableaux sont à réserver à la présentation de données structurées (résultats, etc.).
- Les appels de note de bas de page (petits chiffres en exposant, introduits par l'outil «  Source ») sont à placer entre la fin de phrase et le point final[comme ça].
- Les liens internes (vers d'autres articles de Wikipédia) sont à choisir avec parcimonie. Créez des liens vers des articles approfondissant le sujet. Les termes génériques sans rapport avec le sujet sont à éviter, ainsi que les répétitions de liens vers un même terme.
- Les liens externes sont à placer uniquement dans une section « Liens externes », à la fin de l'article. Ces liens sont à choisir avec parcimonie suivant les règles définies. Si un lien sert de source à l'article, son insertion dans le texte est à faire par les notes de bas de page.
- La présentation des références doit suivre les conventions bibliographiques. Il est recommandé d'utiliser les modèles {{Ouvrage}}, {{Chapitre}}, {{Article}}, {{Lien web}} et/ou {{Bibliographie}}. Le mode d'édition visuel peut mettre en forme automatiquement les références.
- Insérer une infobox (cadre d'informations à droite) n'est pas obligatoire pour parachever la mise en page.

Pour une aide détaillée, merci de consulter Aide:Wikification.
Si vous pensez que ces points ont été résolus, vous pouvez retirer ce bandeau et améliorer la mise en forme d'un autre article.
Edmund Monsiel, né à Wożuczyn le 12 novembre 1886 et mort à Tomaszów Lubelski le 8 avril 1962, est un artiste polonais, figure emblématique de l'Art brut. 

## Biographie
Fils de charpentier, sixième enfant  d'une famille nombreuse de neuf frères et sœurs, il mena à terme sa formation secondaire, entreprit des études à l'école normale d'enseignants pour hommes, études qu'il interrompit après trois ans. Au cours des années 1920, sa famille s'installa à Łaszczów. De 1923 à 1942, il y exploita un commerce de papeterie et autres articles aux côtés de sa mère. Commerce réquisitionné ou supposément réquisitionné par  les nazis, il est possible que, comme de nombreuses entreprises durant la Seconde Guerre mondiale, elle ait fait faillite à cause d’une pénurie de marchandises. En 1942, après l'assassinat de son beau-frère et de sa nièce par les Allemands, son comportement changea : il évitait les gens et par crainte d'être arrêté se cacha chez son frère jusqu'à la fin de la guerre. Il était tombé dans l'illusion effrayante qu'il allait être arrêté par la Gestapo, ou peut-être sa peur était-elle justifiée. Il se réfugie chez son frère à Wożuczyn et vit reclus dans un grenier aveugle. L'éminent psychiatre Jan Mitarski écrit que Monsiel vécu dans le grenier familial pendant trois ans, malgré les demandes de sa famille, mais qu'il en sortait la nuit alors que d'autres chercheurs affirment qu'il aurait séjourné dans le petit grenier non chauffé dont le plafond était si bas qu'un adulte ne pouvait y tenir debout, passant ses journées jusqu'à la fin de la guerre, ne parlant à personne et succombant à des pensées paranoïaques, trouvant du réconfort dans le dessin. Il semble que la menace de l’occupant n’ait été que le prétexte à une auto-séquestration. Edmund Monsiel est par ailleurs atteint de troubles du spectre de l’autisme et d’hallucinations auditives et visuelles. Il travailla ensuite dans une raffinerie de sucre. Il rompit son isolement dans les années 1950 et vécut dans la maison d’un meunier juif ou dans un moulin abandonné par un juif (les témoignages de personnes ayant vécu et se souvenant de cette époque étant contradictoires). Il sut s'intégrer au rythme de vie de l'après-guerre, et s'acquittait parfaitement de ses fonctions au sein de la sucrerie de Wozuczyn. Mais, retiré dans son modeste logis, il continua, dans la solitude, à consacrer tout son temps libre à la création et sa mission de « Prophète, de Professeur et Messager de Dieu ».
Inconnu de son vivant, et donc sous-estimé, son œuvre a été découverte après sa mort par des psychiatres, et non par des historiens de l'art. Si ces derniers l'avaient découvert en premier, sa renommée aurait certainement pris un autre tournant.
Il mourut en 1962 des suites de complications liées à la grippe.

## Maladie(s)
Les premiers écrits sur Monsiel tiré d'une petite étude de caracatère psychiatrique par Jan Mitarski et Ignacy Trybowskià l'occasion d'une exposition "psychopathologique" sont assorties de considérations médicales "grâce aux dessins, aux inscription et à une enquête dans son entourage" : Monsiel souffrait d'une maladie mentale entrant dans la famille des schizophrénies dont les manifestation sont l'autisme, la division et altération de la personnalité, "hallucinations de langage à contenu messianique, hallucinations visuelles et auditives".  Les raisons données par Mitarski sont d'ordre artistique, il note « la surcharge de formes et de figures, le remplissage serré de la composition à ras bord, l’incorporation d’éléments scripturaux dans le dessin, les stéréotypes, les itérations, sous forme de formes et de symboles répétitifs occupant toute la surface de l’image, etc., la répétition stéréotypée de motifs individuels dans des séries entières d’images"
Jacek Odledzki dans un son article "au nom de Dieu" affirme après avoir mené autant que possible une enquête minutieuse dans les trois région où avait séjourné Monsiel, vérifié les prétendus traits de sa personnalité qui avaient servi aux célèbre psychiatre de Cracovie pour affirmé la schizophrénie de Monsiel dénonce la légèreté du diagnostic  basé sur des données fausses.
Barbara Typek écrit en 2012 que la biographie de Monsiel nécessite d'autres recherches, que la schizophrénie présente d'autres symptômes, que ses proches ont certainement observés de son vivant mais que l'évitement des autres et une religiosité excessive ne sont pas des symptômes de la maladie.
Les menues sources d'informations ne donne pas l'éclairage suffisant pour poser un diagnostique. Monsiel ne  fut jamais sujet à un traitement psychiatique et seuls les dessins qui remontent au temps de sa maladie peuvent être un matériel objectif pour tout jugements. Les souvenirs qu'avaient gardés les seules personnes vivantes au début de recherches étaient incomplètes et fragmentaires.
S'il est difficile d'être certain de sa et ou ses maladies mentales, de sa schizophrénie, nous devons nous tenir à ce que Monsiel nous a laissé en s'excluant de l'existence: les quelques cinq cent dessins retrouvés dans sa mansarde après sa mort, oeuvre exceptionnelle et unique qui n'a apparement pas été conçue dans l'esprit d'être divulguée et qui en fait l'un l'un des plus importants et puissants auteurs d'art brut.

## Œuvre
Edmund Monsiel est l’auteur de 566 dessins réalisés au crayon à la mine de plomb, retrouvés dans cette mansarde après sa mort. Inspirés de l’iconographie traditionnelle, populaire et religieuse, révèlent des similitudes avec l'art des icônes, des visages fins et barbusou souvent moustachus. Ils représentent presque exclusivement des visages christiques, répétés de façon obsédantes jusqu'à recouvrir la totalité de la feuille. Ces dessins de petits voire très petits format peuvent contenir jusqu'à plus de 3000 visages , rendant leur reproduction imprimée difficile. visages fractals qui suggèrent un vertigineux infini, où leur prolifération démultiplie la portée de regards qui s'organisent autour de figures tutélaires et émergentes. L'effet global est écrasant largement dû à l'échelle du dessin, la dimension moyenne étant de 10 centimètres sur 6.  Le premier dessin est daté de Pâques 1942, le dernier du 19 mars 1962, le sujet exclusif en est toujours le visage, qui se multiplie exponentiellement (GR), dans une concurrence acharnée pour l'existence faciale, des individualités tendent à s'imposer, des hiérarchies s'amorcent autour d'un ou deux visages principaux. Des textes, qui sont pour la plupart des professions de foi religieuses, des exhortations à la piété ou des sentences moralisantes, figurent également au verso ou au recto de ses compositions.
Edmund Monsiel utilisait presque toujours un crayon dur, il dessinait sur papier et carton, sur des couvertures de livres, des chemises de bureau, des morceaux de papier de très mauvaise qualité, ainsi que sur des bouts de papier inutiles comme par exemple un procès-verbal  et même sur son bureau. L'artiste ne datait que ses œuvres achevées.
Les œuvres Monsiel se trouvent dans de nombreuses collections publiques,la collection de l'art brut à Lausanne, le Centre Pompidou, le LaM - Lille Métropole Musée d'Art moderne, d'Art contemporain et d'Art brut Villeneuve d'Ascq, le The Israël Museum à Jérusalem ou le musée d'ethnographie de Varsovie

## Origine du nom
Le véritable nom de famille de la famille est Monsiol. l'ancêtre d'Edmund Monsiel était un soldat français qui, après la défaite de Napoléon lors de la guerre contre la Russie (1812), s'installa près de Tyszowce. Son nom de famille était Monssiol Cependant, selon l'acte de baptême d'Edmund, son nom était Monsiol et il l'a signé ainsi. Ce nom de famille apparaît également sur sa pierre tombale à Wożuczyn.
Dans les registres paroissiaux, ce nom apparaît sous trois versions différentes : Monsiol, Monssiel et Monsiel. Sur la pierre tombale de Mikołaj, son père,  à Łaszczów, il apparaît sous une quatrième version: Monssiol.

## Expositions personnelles
- 1963: Association des historiens de l'art, Cracovie (catalogue)
- 1964:  Palais, Cracovie
- 1997 "Edmund Monsiel, Deuxième Etape", Plocka Galeria Sztuki, Płock (catalogue)
- 1997: Collection de l'art brut, Lausanne
- 2012 « Edmund Monsiel – Un artiste extraordinaire issu du Wożuczyn ordinaire »,galerie BWA Zamojska.
- 2019:  "Edmund Monsiel, le Mystère Eternel" , Musée de Silésie, Katowice (catalogue)

## Expositions collectives
- Musée de la Création Franche, "collection Eternod-Mermod", Bègles-Bordeaux, 1997, (catalogue)[33]
- 1998 : « Private Worlds. Classic Outsider Art from Europe », Katonah Museum of Art, Katonah NY[34],[35]
- Kunstmuseum Malmö, "Solitärer. Sarlingskonst fran Samling Eternod - Mermod", Malmö, 2000 (catalogue)[36]
- 2001:  "Solitärer. Sarlingskonst fran Samling Eternod - Mermod," Waldemarsudde Museum,Stockholm, 2001. (catalogue)[37]
- 2010: Au pays de la diversité par E. Monsiela, Galerie Gardzienice, Lubin
- 2011: Amicalement brut, collection Eternod-Mermod. LaM – Lille Métropole, musée d’art moderne, d’art contemporain et d’art brut, Lille-Villeneuve-d'Ascq, 2011 (Catalogue)
- 2015 Palais idéal du facteur Cheval, Hauterives, "Elévation, hommage des collectionneur Bruno Decharme & Antoine de Galbert à Joseph Ferdinand Cheval", 2015[38]
- 2022 Collection de l'art brut, Lausanne, "Croyances"
- 2024  Villa Medici  "Epopées Célestes" 2024[39]'
- 2025:  Voir l’invisible. L’art brut et l’au-delà, Musée international de la Réforme (MIR), Genève
- 2025: Le Grand Palais, Paris, "Art Brut, dans l'intimité d'une collection", la donation Decharme au centre Pompidou, 2025[40],[41]

#### Monographies
Edmund Monsiel : de Zbigniew Chlewiński, édition PLOCK, 1997, 283 pages